# ایتو (سائو پائولو)
ایتو (به پرتغالی: Itu) یک منطقهٔ مسکونی در برزیل است که در ایالت سائو پائولو واقع شده‌است. ایتو ۶۴۰٫۷۲ کیلومتر مربع مساحت و ۱۶۷٬۰۹۵ نفر جمعیت دارد و ۵۸۳ متر بالاتر از سطح دریا واقع شده‌است.